# 경주시장
경주시장(慶州市長)는 경상북도 경주시의 기초지방자치단체장이다. 본 문서는 역대 경주시 시장을 정리한 것이다.

## 임명직 시장
- 1955년 9월 1일에 경상북도 경주군 경주읍이 경주시로 승격됨.

| 대수 | 이름   | 임기                                |
| ---- | ------ | ----------------------------------- |
| 초대 | 김교식 | 1955년 9월 2일 ~ 1959년 5월 2일     |
| 2대  | 주재호 | 1959년 9월 12일 ~ 1960년 5월 13일   |
| 3대  | 김무호 | 1960년 5월 13일 ~ 1960년 7월 13일   |
| 4대  | 이채우 | 1960년 7월 13일 ~ 1960년 12월 1일   |
| 5대  | 김종석 | 1960년 12월 26일 ~ 1961년 6월 20일  |
| 6대  | 최태진 | 1961년 7월 1일 ~ 1963년 2월 1일     |
| 7대  | 이승희 | 1963년 2월 1일 ~ 1965년 3월 25일    |
| 8대  | 박수대 | 1965년 3월 27일 ~ 1967년 11월 15일  |
| 9대  | 박재환 | 1967년 11월 15일 ~ 1968년 5월 1일   |
| 10대 | 권태룡 | 1968년 5월 1일 ~ 1968년 8월 9일     |
| 11대 | 배수강 | 1969년 8월 9일 ~ 1969년 11월 27일   |
| 12대 | 김한엽 | 1969년 11월 27일 ~ 1970년 12월 25일 |
| 13대 | 박용근 | 1970년 9월 10일 ~ 1970년 12월 25일  |
| 14대 | 김창곤 | 1970년 12월 27일 ~ 1973년 11월 2일  |
| 15대 | 박재환 | 1973년 11월 3일 ~ 1976년 7월 25일   |
| 16대 | 최태진 | 1976년 2월 26일 ~ 1978년 8월 2일    |
| 17대 | 김창곤 | 1978년 8월 2일 ~ 1981년 12월 4일    |
| 18대 | 황윤기 | 1981년 12월 19일 ~ 1983년 4월 13일  |
| 19대 | 이문환 | 1983년 4월 14일 ~ 1985년 7월 7일    |
| 20대 | 오현덕 | 1985년 7월 8일 ~ 1986년 12월 23일   |
| 21대 | 마용수 | 1986년 12월 24일 ~ 1988년 6월 10일  |
| 22대 | 이상직 | 1988년 6월 11일 ~ 1989년 6월 30일   |
| 23대 | 이원식 | 1989년 7월 1일 ~ 1993년 3월 15일    |
| 24대 | 김정규 | 1993년 3월 16일 ~ 1994년 8월 31일   |
| 25대 | 박광희 | 1994년 9월 1일 ~ 1995년 4월 18일    |
| 26대 | 김지순 | 1995년 4월 19일 ~ 1995년 6월 30일   |

## 민선 시장
| 대수      | 이름   | 임기                                                              |
| --------- | ------ | ----------------------------------------------------------------- |
| 27대 28대 | 이원식 | 1995년 7월 1일 ~ 1998년 6월 30일 1998년 7월 1일 ~ 2002년 6월 30일 |
| 29대 30대 | 백상승 | 2002년 7월 1일 ~ 2006년 6월 30일 2006년 7월 1일 ~ 2010년 6월 30일 |
| 31대 32대 | 최양식 | 2010년 7월 1일 ~ 2014년 6월 30일 2014년 7월 1일 ~ 2018년 6월 30일 |
| 33대 34대 | 주낙영 | 2018년 7월 1일 ~ 2022년 6월 30일 2022년 7월 1일 ~                 |

## 같이 보기
- 경주시장 선거